# Arneiroz
Arneiroz est une municipalité brésilienne de l'État du Ceará.